# Erdal Güneş
Erdal Güneş (* 29. März 1982 in Eruh) ist ein türkischer Fußballspieler.

## Karriere

### Verein
Güneş begann ab 1997, für die Reservemannschaft des Erstligisten Gaziantepspor aufzulaufen. Im April 2000 erhielt er hier einen Profivertrag und wurde Teil der Profimannschaft. Zur nächsten Saison wurde er aber an den Zweitverein Gaziantep Büyükşehir Belediyespor abgegeben. Auch diesen Verein verließ er nach einer halben Saison und spielte dann für Gaskispor, ehe er zum Saisonende zu Gaziantep BB zurückkehrte. Hier spielte er wiederum ebenfalls nur eine halbe Saison und wechselte dann zum Frühjahr 2002 zu seinem alten Klub Gaziantepspor zurück. Bei diesem Klub etablierte er sich diesmal schnell als Stammspieler. Die Saison beendete er mit seiner Mannschaft auf dem 6. Tabellenplatz. In die neue Saison startete Gaziantepspor mit dem neuen Trainer Gheorghe Mulțescu. Unter diesem Trainer verlor Güneş zwar seinen Stammplatz, kam aber als Einwechselspieler regelmäßig zu Einsätzen. Nachdem Mulțescu im Februar 2003 durch Nurullah Sağlam ersetzt wurde, eroberte sich Güneş unter diesem Trainer sofort wieder einen Stammplatz. Am Saisonende beendete Güneş’ Mannschaft die Liga auf dem 4. Tabellenplatz und wiederholte damit die zweitbeste Erstligaplatzierung seiner Vereinsgeschichte. Güneş zählte mit fünf Ligatoren zu den erfolgreichsten Torschützen seiner Mannschaft. In der nächsten Saison gelang die Wiederholung dieses Erfolges. Nachdem in der Saison 2004/05 nur der 9. Tabellenplatz erreicht werden konnte, wurde Sağlam im Sommer 2005 durch Faruk Hadžibegić ersetzt. Nach dem Weggang Sağlams verlor Güneş allmählich seinen Stammplatz und wurde dann im Frühjahr 2007 an den Ligarivalen Kayserispor abgegeben.
Nachdem Güneş ein Jahr für Kayserispor gespielt hatte, kehrte er wieder zu Gaziantepspor zurück, da hier wieder Nurullah Sağlam als Trainer eingestellt wurde. Da Sağlam aber zum Saisonende den Verein wieder verließ, verließ auch Güneş die Mannschaft und ging zum Zweitligisten Altay Izmir. Mit diesem Verein qualifizierte er sich zwar zum Saisonende für die Playoffs der TFF 1. Lig, scheiterte aber im Halbfinale an Kasımpaşa Istanbul und verpasste so den Aufstieg in die Süper Lig. Für die neue Saison wechselte er zum Erstligaaufsteiger Diyarbakırspor. Nachdem dieser Verein zum Saisonende den Klassenerhalt verfehlt hatte, wechselte Güneş zum Zweitligisten Mersin İdman Yurdu. Bei diesem Verein übernahm im Oktober 2010 Güneş’ großer Förderer Nurullah Sağlam das Traineramt. Mit diesem wurde die Zweitligasaison 2010/11 mit der Zweitligameisterschaft und dadurch mit dem Aufstieg in die Süper Lig abgeschlossen.
Nach dem Aufstieg wurde Güneş’ Vertrag nicht verlängert und so wechselte dieser zu seinen vorletzten Verein Altay Izmir. Für diesen Klub spielte er zweieinhalb Jahre in der TFF 2. Lig und kehrte im Frühjahr 2014 zum zweiten Mal zu Gaziantep Büyükşehir Belediyespor zurück. Dort beendete er im Juli 2017 seine Karriere als Profifußballer. Nach Abschluss seiner Karriere war Günes zunächst als Co-Trainer tätig. Seit dem Sommer 2024 trainiert er die U15 der Türkei.

### Nationalmannschaft
Güneş spielte mehrere Male für die türkische U-17-Nationalmannschaft und für die U-21-Nationalmannschaft. Zudem absolvierte er 2005 eine Partie für die zweite Auswahl der Türkischen Nationalmannschaft, für die Türkische A2-Nationalmannschaft.

## Erfolge
Mit Gaziantepspor
Tabellenvierter der Süper Lig: 2002/03 2003/04
Mersin Idman Yurdu
Meisterschaft der TFF 1. Lig und Aufstieg in die Süper Lig: 2010/11